# Sztároga i nouvoga testamentoma szvéte histórie krátka summa
Sztároga i nouvoga testamentoma szvéte histórie krátka summa (Kratki nauk svete historije Stare in Nove zaveze) je veroučni učbenik, ter prevod Svetega pisma v prekmurščini od Mikloša Küzmiča dekana Slovenske okrogline. Izdali so ga 1796 v Sombotelu, pri Antalu Siessu, izdajo je financiral János Szily sombotelski škof. Popolni naslov je: Sztároga i nouvoga testamentoma szvéte histórie krátka summa na sztári ſzlovenſzki jezik obrnyena po postüvanom goſzpoudi Küzmics Miklós, Szvétoga Benedeka fare dühovniki, ino Okrogline szlovenszke vice öspöröſſa.
Krátka summa sztároga i nouvoga testamentoma je prvi prekmurski prevod iz Stare zaveze. Proprejšnjo nekaj odlomk so prevedli iz knjige Psalmov v Malem katechismusu ali Abeczedariumu Szlowenszko, pa v martjanski pesmarici. Küzmič je 19. januarja, 1790 pisal Szilyja, da tako se bodo katoliški ljudje Slovenske okrogline lahko ponašali, da imajo vsaj povzetek Biblije preveden v vaš slovenski jezik. Čeprav ga je Szily spodbujal, Küzmič sam ni mogel prevesti Svetega pisma v prekmurski jezik. Zato samo odlomke je prevel.
Knjigo sestavljata dva dela, obsežnejši z besedili iz Starega testamenta in krajši s tistimi iz Novega. Delo je prevod madžarskega avtorja Jánosa Molnárja Az ó, és az új testamentomi szent historiának summája. Verjetno, da je uporabil prevode Štefana Küzmiča in osrednjoslovenske (knjižne slovenske) vire (od Dalmatina in Trubarja). Knjiga se je uporabljala v šoli in ima osem izdaj od 1796 do 1869 (po drugih virih so 1868 izdali zadnjo izdajo):
- Sztároga, i nouvoga testamentoma szvéte hisztorie krátka summa na sztári szlovenszki jezik obrnyena po postüvanom goszpoudi Küzmics Miklósi, Szvétoga Benedeka fare Dühovniki, ino Okrogline szlovenszke vice-öspörössa. 1813
- Sztároga i nouvoga testamentoma szvéte historie krátka summa na ſztári ſzlovenſzki jezik obrnyena po poſtüvanom goſzpoudi Küzmics Miklósi, Szvétoga Benedeka fare dühovniki, ino Okroglíne szlovenſzke vice-öſpörössa. Z dopüſcsenyom králeszke viszoke soule stamparie. 1833
- Sztároga i nouvoga testamentoma szvéte histórie krátka summa na sztári szlovenszki jezik obrnyena po postüvanom goszpoudi Küzmics Miklósi Szvétoga Benedeka fare dühovniki, ino Okrogline szlovenszke vice-öspörössa. Z dopüscsenyom králeszke viszoke soule stamparie. 1853
- Sztároga i nouvoga testamentoma szvéte histórie krátka summa na stári szlovenszki jezik obrnyena po postüvánom goszpoudi Küzmics Miklosi, Szvétoga Benedeka fare dühovniki, ino Okrogline szlovenszke vice-öspörössa. Z dopüscsenyom králeszke viszoke soule stamparie. 1856
- Stároga i nouvoga testamentoma szvéte histórie krátka summa na sztári szlovenszki jezik obrnyena po postüvanom goszpodi Küzmics Miklósi Szvétoga Benedeka fare dühovniki, ino Okrogline szlovenszke vice-öspörössa. Z dopüscsenyom králeszke viszoke soule stamparie. 1858
- Sztároga i nouvoga testamentoma szvéte histórie krátka summa. Na sztári szlovenszki jezik obrnyena po postüvanom goszpoudi Küzmics Miklósi, Szvétoga Benedeka fare dühovniki, ino Okrogline szlovenszke vice-öspörössa. Z dopüscsenyom králeszke viszoke soule stamparie. 1864
- Sztároga, i nouvoga testamentoma szvéte histórie krátka summa. Na sztári szlovenszki jezik obrnyena po postüvanom goszpoudi Küzmics Miklosi, Szvétoga Benedeka fare dühovniki, ino Okrogline szlovenszke vice-öspörössa. Z dopüscsenyom králeszke viszoke soule stamparie. 1868 ali 1869(?)

Krátka summa postavi vprašanja in v odgovorih razloži pomembne zgodbe Svetega pisma. Kasneje so prekmurski pisatelji več podobnih del napisali, kot učbenik za šole, ki so podobna Küzmičevemu prevodu. Takšen je učbenik Štefana Selmarja: Zgodbe Sztároga i Nóvoga Zákona (1873), ali Janoša Kardoša: Mála historia bibliszka (1840).
Pit. Ka známo od Jónás Proroka?

Odg. Tou známo; ka je nyega Boug poſzlao vu váras Ninive, naj bi tam lüſztvo, na pokouro opomínao; Jónás ſze je pa ſteo ognoti té cséſzti, i ſzeo je vu edno ládjo, 'ſelejoucſi v-drügi kraj odídti; ali na nágli ſze je mourje zburkalo, i vrgli so ſors brodárja, 'ſelejoucſi, zvediti, ſto bi zrok bio té neſzrecse, i ſorſ je ſzpadno na Jónáſſa. Pravo je záto on ſzám brodárom: vrzte me vu mourje, i henya mourſ ka ſzila; ár jáſz znám, ka je za mojo volo na váſz prislo tou veliko zburkanye, i tak ſze je zgoudilo. Vu mourje vr'senoga Jónáſſfa je Czet riba po'srla, i bio je on vu nyé 'ſalouczi trí dní, i trí noucſi. Vu toj nevouli ſze je molo Jónás Bougi, i vö ga je ta riba vrgla na ſzüho. Za tejm je pa taki odíſao vu váras Nininve, i predga je tám pokouro lüſztvi, ſtero ſze je i k-Bougi povrnolo.